# 皮特·里弗斯博物館
皮特·里弗斯博物館（英語：Pitt Rivers Museum）是位於英國英格蘭牛津的一座博物館，展示牛津大學收藏的考古學和人類學的藏品。該館位於牛津大學自然史博物館的東側，並且只能通過自然史博物館的大樓才能進入。

## 历史
该博物館創建於1884年，人種學家、英國陸軍中將奥古斯都·皮特·里弗斯捐赠了他的收藏品予牛津大学。有人以為"Pitt Rivers"是一條河流，其實這是一個誤解。"Rivers"是捐贈者的姓氏。

## 部分收藏

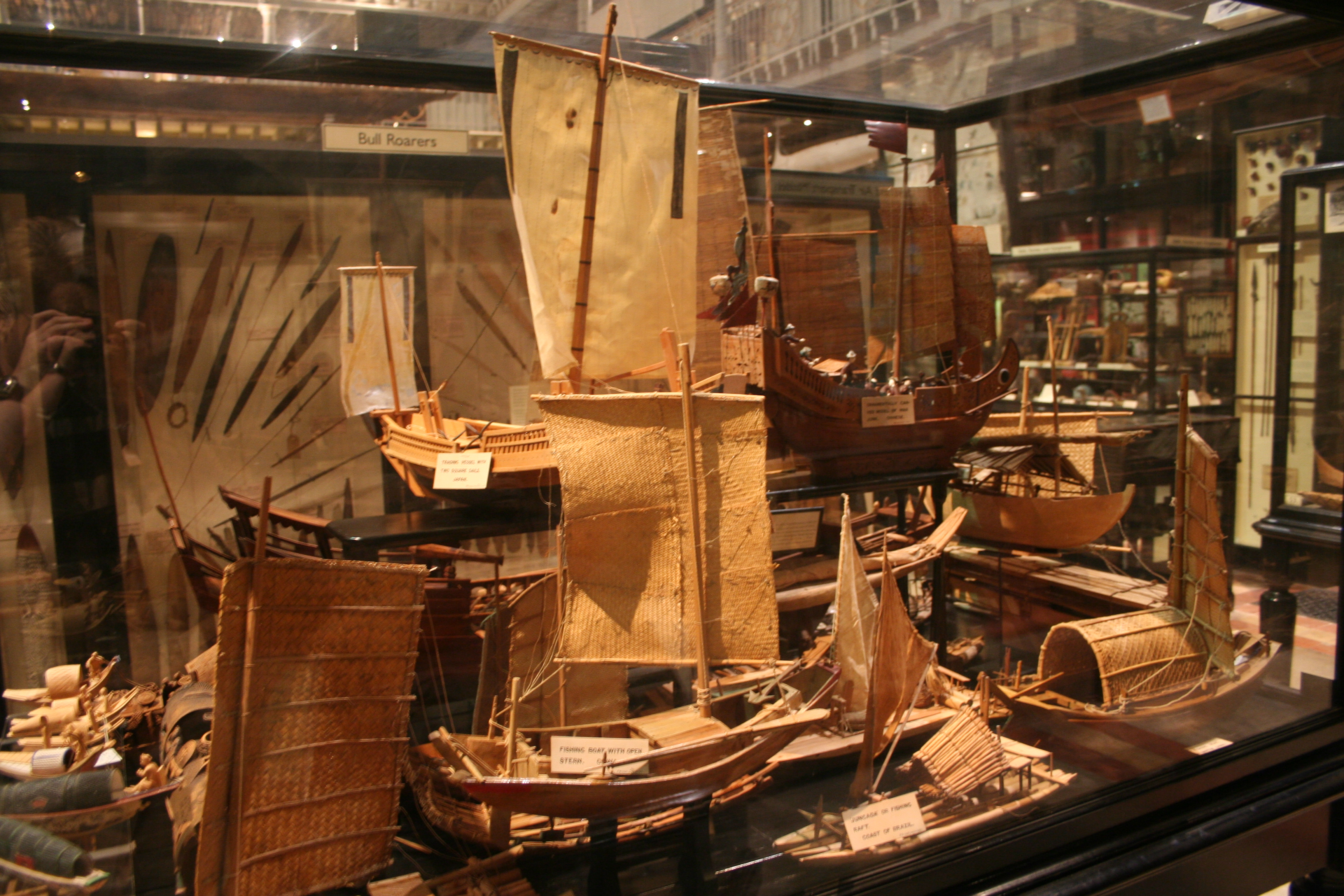
世界各地漁船
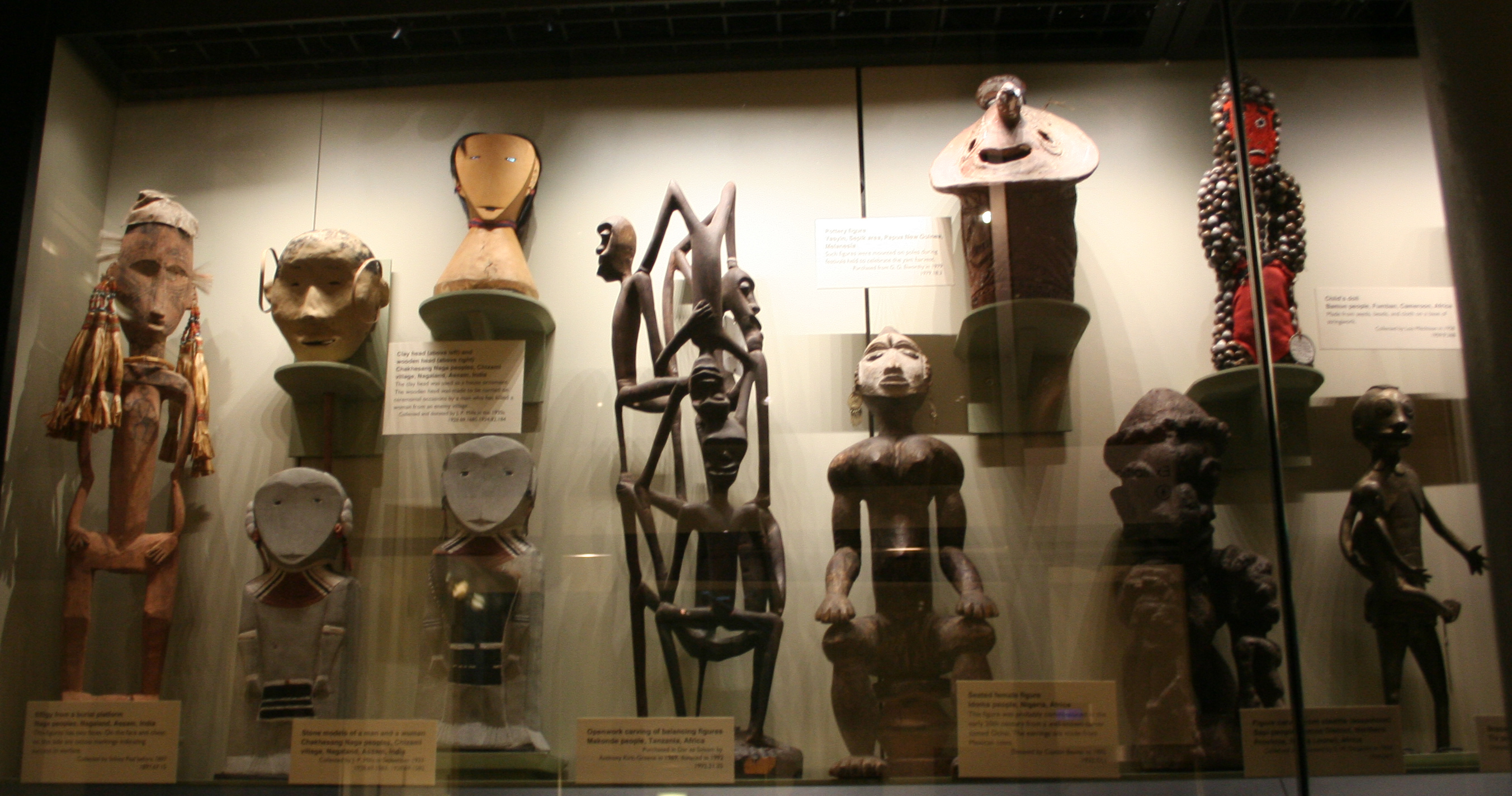
世界各地人像
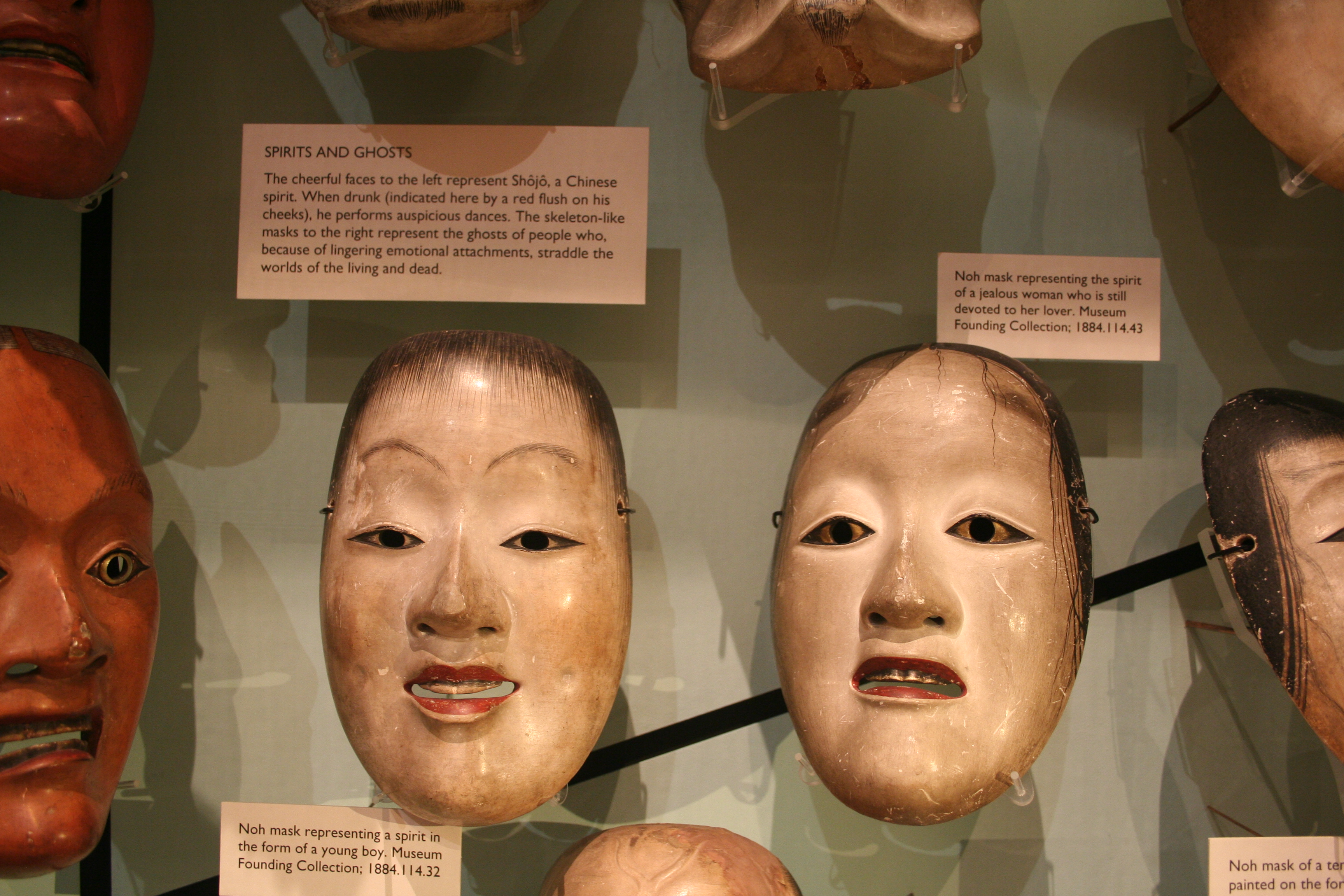
日本能劇面具
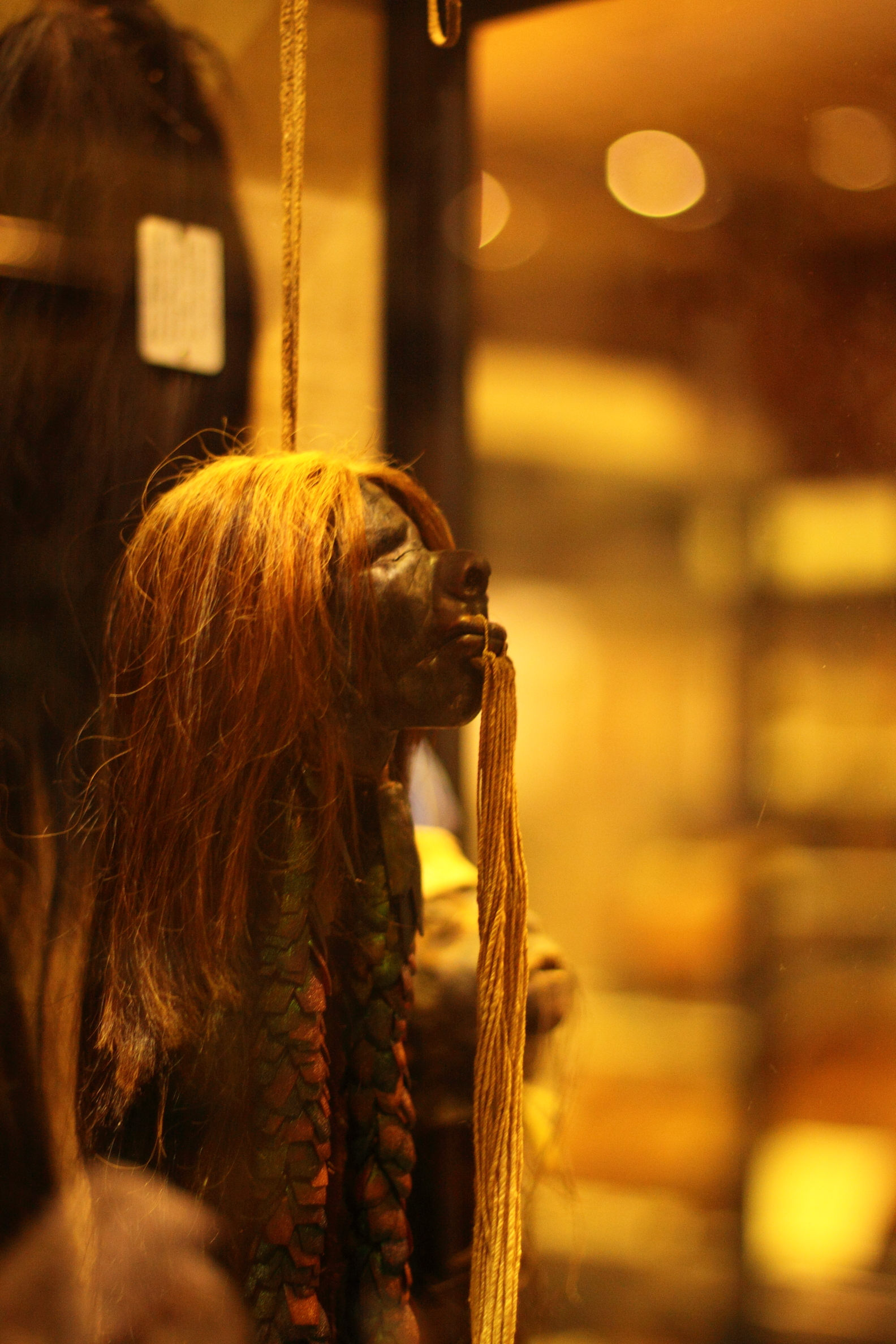
缩小人头
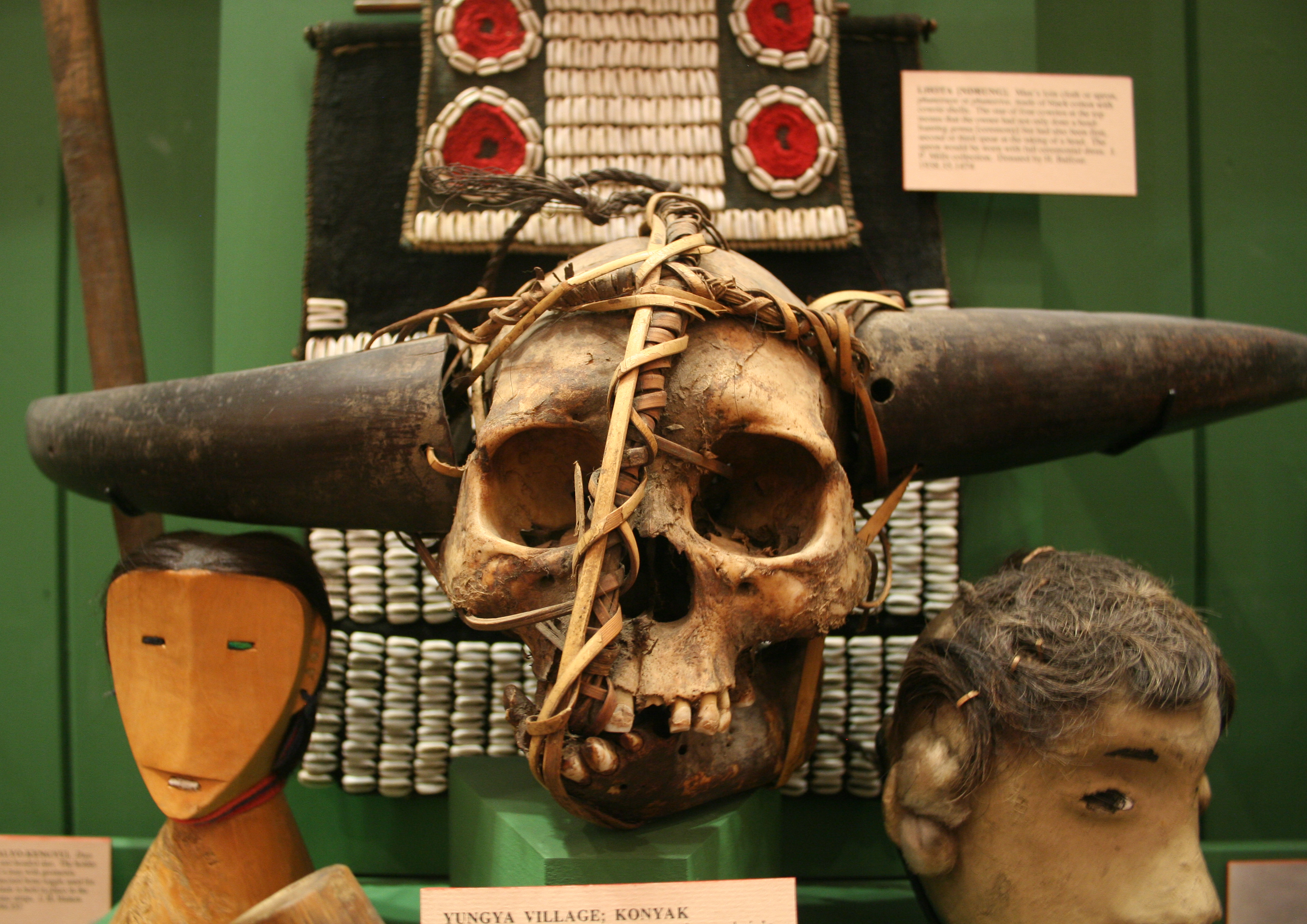
來自印度那加蘭邦的骷髏頭

## 外部連結
- Pitt Rivers Museum website （页面存档备份，存于）